# Coccophagus margaritatus
Coccophagus margaritatus är en stekelart som beskrevs av Compere 1931. Coccophagus margaritatus ingår i släktet Coccophagus och familjen växtlussteklar. Inga underarter finns listade i Catalogue of Life.